# Bram Stoker
Abraham Stoker (Clontarf, Irlanda, 8 de noviembre de 1847-Londres, 20 de abril de 1912), popularmente conocido como Bram Stoker, fue un novelista y escritor irlandés, conocido por su novela de terror gótico Drácula (1897), un hito en la literatura vampírica. En vida fue más conocido como asistente del actor Henry Irving y como gerente comercial del Lyceum Theatre en el West End de Londres, propiedad de Irving.  
En su juventud, Stoker había trabajado como crítico teatral para un periódico irlandés y había escrito historias y comentarios. También disfrutaba viajando, en especial a la localidad costera escocesa de Cruden Bay, en la que ambientó dos de sus novelas y encontró inspiración para escribir Drácula. Murió el 20 de abril de 1912 debido a una ataxia locomotora y fue incinerado en el norte de Londres.
Desde su muerte, su obra magna Drácula se ha convertido en una de las obras más conocidas de la literatura en lengua inglesa y ha sido adaptada en numerosas películas, cómics, juegos, cuentos y obras de teatro.

## Biografía
Hijo de Abraham Stoker y Charlotte Mathilda Blake Thornley, Bram Stoker fue el tercero de siete hermanos. Su familia era burguesa, trabajadora y austera, cuya única fortuna eran los libros y la cultura. Su mala salud lo obligó a llevar a cabo sus primeros estudios en su hogar con profesores privados, ya que pasó sus primeros siete años de vida en cama debido a distintas enfermedades. Mientras se encontraba enfermo su madre le contaba historias de fantasmas y misterios, que más tarde influyeron en su obra.
A los siete años se recuperó por completo y en 1864 ingresó en el Trinity College, donde se licenciaría con matrícula de honor en matemáticas y en ciencias en 1870. Fue campeón de atletismo y presidente de la Sociedad Filosófica. Mientras estudiaba, trabajó como funcionario en el castillo de Dublín, sede del gobierno británico en Irlanda, donde su padre ocupaba un alto cargo. Incluso trabajó como crítico de teatro para el Dublin Evening Mail y crítico de arte para varias publicaciones de Irlanda e Inglaterra. Aprobó las oposiciones de Derecho para poder ejercer como abogado en Inglaterra.
El 4 de diciembre de 1878, cinco días antes de trasladarse a Londres, Stoker se casó con Florence Balcombe, una antigua novia de su amigo Oscar Wilde, con la que tuvo un hijo, llamado Irving Noel nacido el 31 de diciembre de 1879.

## Obra

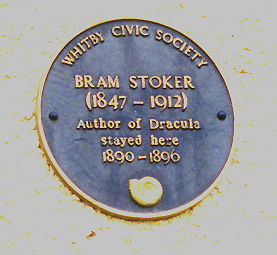
Placa conmemorativa de Bram Stoker en Whitby, Inglaterra (2002).

Sus primeros relatos de terror, como "La Copa de Cristal" (1872), fueron publicados por la London Society, y The Chain of Destiny en la revista Shamrock. En 1876, mientras trabajaba como funcionario, escribió un libro de texto nombrado The Duties of Clerks of Petty Sessions in Ireland (1879), este libro se utilizó como referencia durante mucho tiempo.
Su experiencia como crítico de teatro para el Dublin Evening Mail, cuyo copropietario era el célebre escritor de novela gótica Sheridan Le Fanu, uno de los más importantes de su época por relatos como el de Carmilla, sobre una vampiresa, influyó mucho en Stoker a la hora de escribir Drácula. La crítica de Stoker hacia la obra fue una gran alabanza a la actuación en Hamlet del actor Henry Irving, quien le contrató para ser su secretario particular y gerente del Lyceum Theatre de Londres.
Mientras trabajaba para Irving, fue crítico literario para el Daily Telegraph y escribió varias novelas como The Snake's Pass (1890) y Dracula (1897) y, tras la muerte de Irving en 1905, La dama del sudario (1909) y La guarida del gusano blanco (1911).
Su esposa fue la administradora de su legado literario, y dio a conocer obras como la que sería la introducción de Drácula, el relato corto El invitado de Drácula.

## Drácula

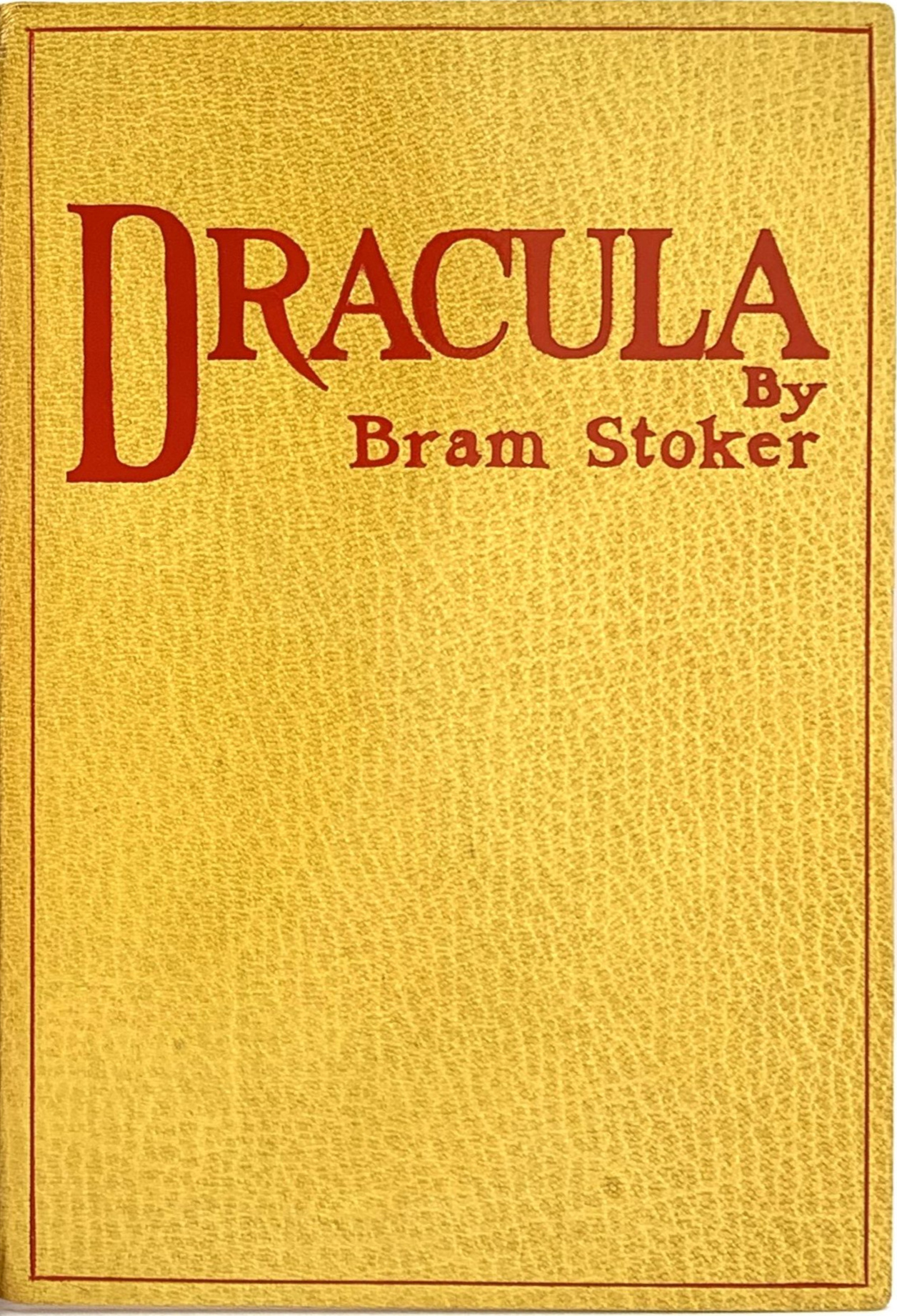
Drácula, 1.ª edición, Archibald Constable and Company, 1897.

Drácula, de 1897, fue su creación literaria más reconocida, en la cual realzó los matices del vampirismo y la cual pasó a ser una obra literaria transmitida a través de los años. Es una historia ficticia basada, según algunas fuentes, en el personaje real del príncipe de Valaquia Vlad III, nacido como Vlad Drăculea, más conocido como «Vlad el Empalador» (en rumano: Vlad Țepeș). 
Para esta novela, se llenó de los conocimientos de un erudito orientalista húngaro llamado Arminius Vámbéry (Ármin o Hermann Bamberger, en realidad) en varias reuniones al igual que de libros como el de Emily Gerard Informe sobre los principados de Valaquia. 
Se inspiró en Henry Irving y en Franz Liszt para fijar el aspecto del conde Drácula y la novela refleja la lucha entre el bien y el mal. Oscar Wilde dijo de ella que era la obra de terror mejor escrita de todos los tiempos, y también «la novela más hermosa jamás escrita». Además, la obra recibió elogios de, entre otros, Arthur Conan Doyle.

## Obras

### Novelas
- The Primrose Path (1875)
- The Snake's Pass (1890)
- The Coming of Abel Behenna (1893)
- A Dream of Red Hands (1894)
- The Squaw (1894)
- The Watter's Mou'  (1895)
- The Shoulder of Shasta (1895)
- Drácula (1897)
- Miss Betty (1898)
- The Mystery of the Sea (1902)
- La joya de las siete estrellas (1903)
- The Man (1905)
- Lady Athlyne (1908)
- La dama del sudario (1909)
- La guarida del gusano blanco (1911)
- El invitado de Drácula (1914)

### Historias sin recopilar
| Título                                                  | Fecha de la primera aparición | Primera aparición                                                                 | Novelización                                  |
| ------------------------------------------------------- | ----------------------------- | --------------------------------------------------------------------------------- | --------------------------------------------- |
| "The Crystal Cup"                                       | xx/09/1872                    | London Society (London)                                                           |                                               |
| "Buried Treasures"                                      | 13/03/1875 y 20/03/1875       | The Shamrock (Dublin)                                                             |                                               |
| "The Chain of Destiny"                                  | 01/05/1875 y 22/05/1875       | The Shamrock (Dublin)                                                             |                                               |
| "Our New House"                                         | 20/12/1895                    | Boston Herald (New York)                                                          |                                               |
| "The Dualitists; or, The Death Doom of the Double Born" | xx/xx/1887                    | The Theatre Annual (London)                                                       |                                               |
| "The Gombeen Man"                                       | xx/xx/1889 - xx/xx/1890       | The People (London)                                                               | Capítulo 3 de The Snake's Pass                |
| "The Night of the Shifting Bog"                         | xx/01/1891                    | Current Literature: A Magazine of Record and Review Vol. VI. No. 1. (New York)    |                                               |
| "Lord Castleton Explains"                               | 30/01/1892                    | The Gentlewoman: The Illustrated Weekly Journal for Gentlewomen (London)          | Capítulo 10 de The Fate of Fenella            |
| "Old Hogen: A Mystery"                                  | xx/xx/1893                    |                                                                                   |                                               |
| "The Man from Shorrox'"                                 | xx/02/1894                    | Pall Mall Magazine (London)                                                       |                                               |
| "The Red Stockade" (La empalizada roja)                 | xx/09/1894                    | The Cosmopolitan: An Illustrated Monthly Magazine (London)                        |                                               |
| "When the Sky Rains Gold"                               | xx/xx/1894                    |                                                                                   |                                               |
| "At the Watter's Mou'"                                  | xx/11/1895                    | Current Literature: A Magazine of Record and Review Vol. XVIII. No. 5. (New York) |                                               |
| "Bengal Roses"                                          | xx/xx/1898                    |                                                                                   |                                               |
| "A Yellow Duster"                                       | 07/05/1899                    | Lloyd's Weekly Newspaper (London)                                                 |                                               |
| "A Young Widow"                                         | xx/xx/1899                    |                                                                                   |                                               |
| "A Baby Passenger"                                      | xx/xx/1899                    |                                                                                   |                                               |
| "Lucky Escapes of Sir Henry Irving"                     | xx/xx/1890                    |                                                                                   |                                               |
| "The Seer"                                              | xx/xx/1902                    | The Mystery of the Sea (New York: Doubleday, Page & Co)                           | Capítulos 1 y 2 de The Mystery of the Sea     |
| "The Bridal of Death"                                   | xx/xx/1903                    | The Jewel of the Seven Stars (London: William Heinemann)                          | Final alternativo de The Jewel of Seven Stars |
| "What They Confessed: A Low Comedian's Story"           | xx/xx/1908                    |                                                                                   |                                               |
| "The Way of Peace"                                      | xx/xx/1909                    | Everybody's Story Magazine (London)                                               |                                               |
| "The 'Eroes of the Thames"                              | xx/10/1908                    | The Royal Magazine (London)                                                       |                                               |
| "Greater Love"                                          | xx/10/1914                    | The London Magazine (London)                                                      |                                               |

### No ficción
- The Duties of Clerks of Petty Sessions in Ireland (1879)
- A Glimpse of America (1886)
- Personal Reminiscences of Henry Irving (1906)
- Famous Impostors (1910)
- Bram Stoker's Notes for Dracula: A Facsimile Edition (2008)

### Artículos
- "The Question of a National Theatre," The Nineteenth Century and After, Vol. LXIII, January/June 1908.
- "Mr. De Morgan's Habits of Work," The World's Work, Vol. XVI, May/October 1908.
- "The Censorship of Fiction," The Nineteenth Century and After, Vol. LXIV, July/December 1908.
- "The Censorship of Stage Plays," The Nineteenth Century and After, Vol. LXVI, July/December 1909.
- "Irving and Stage Lightning," The Nineteenth Century and After, Vol. LXIX, January/June 1911.

### Obra crítica sobre Stoker
- Belford, Barbara. Bram Stoker. A Biography of the Author of Dracula. London: Weidenfeld and Nicolson, 1996.
- Hughes, William. Beyond Dracula (Palgrave, 2000) ISBN 0-312-23136-9
- Senf, Carol. Science and Social Science in Bram Stoker's Fiction (Greenwood, 2002).
- Senf, Carol. Dracula: Between Tradition and Modernism (Twayne, 1998).
- Senf, Carol A. Bram Stoker (University of Wales Press, 2010).
- Clive Leatherdale, Historia de Drácula (Arpa Editores, 2019)